# Cornelius van Wytfliet

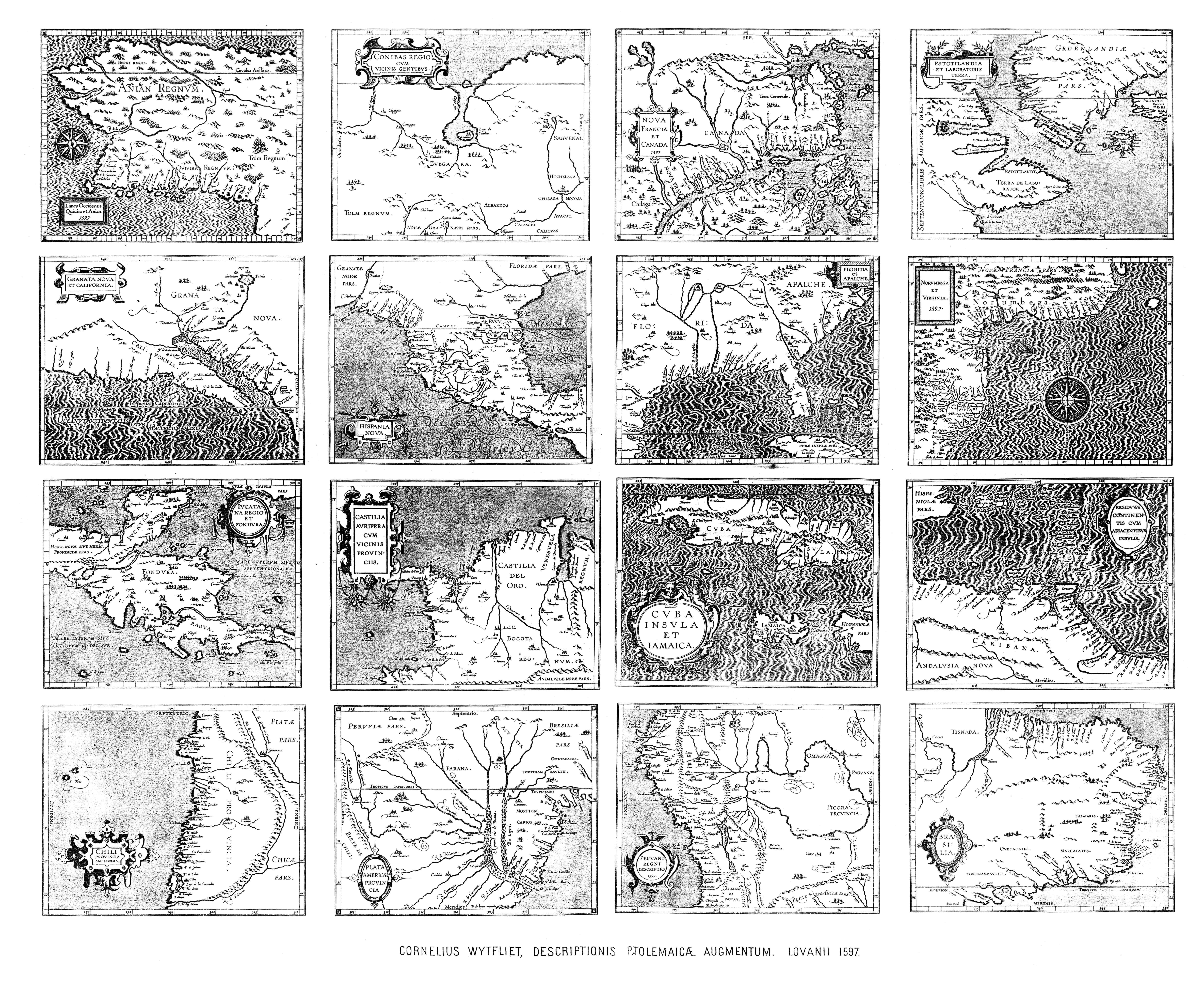
Ensemble de cartes de Cornelius van Wytfliet.

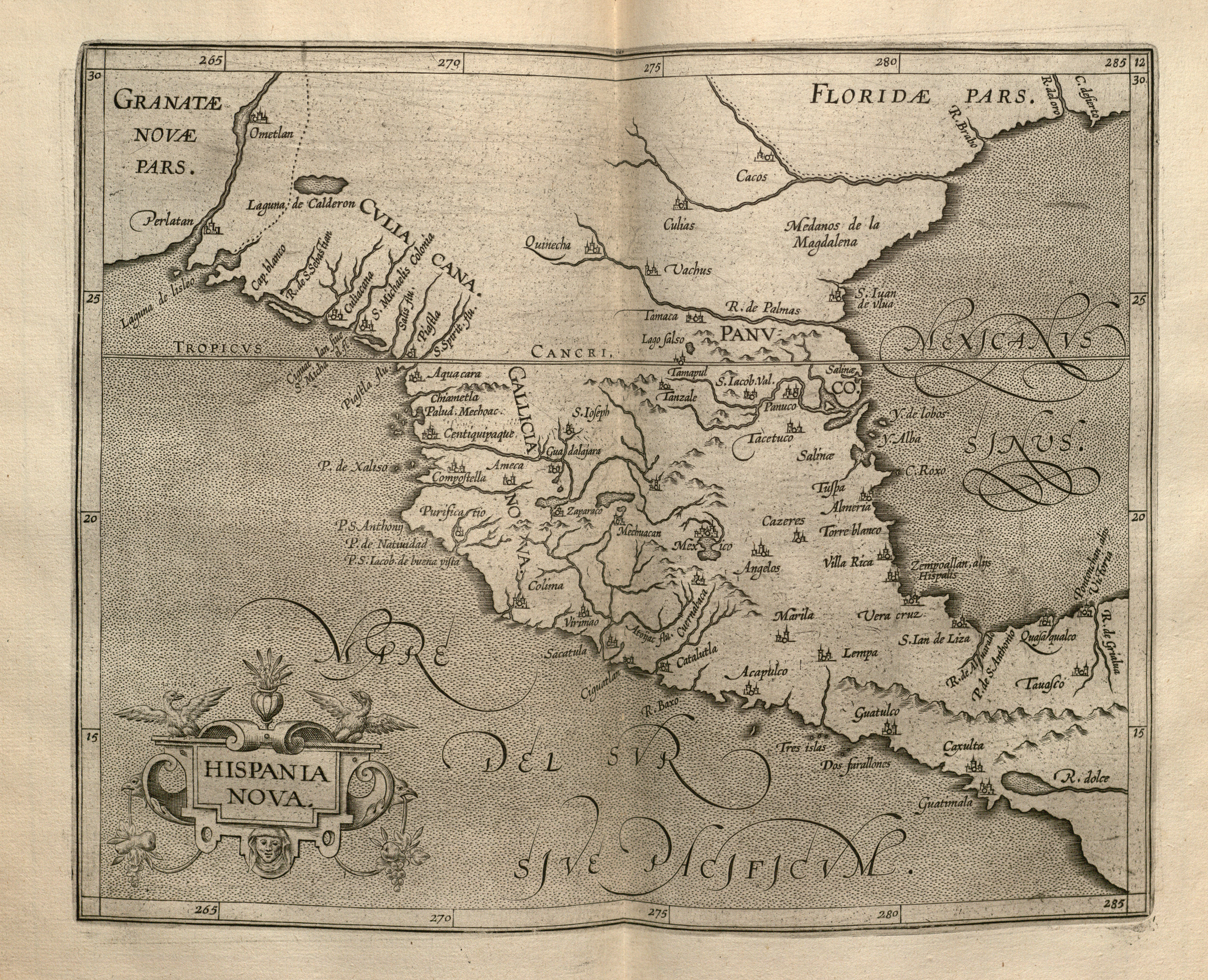
Carte de Nouvelle-Espagne

Cornelius van Wytfliet ou Cornelis van Wytfliet, né en 1550 ou en 1555, mort probablement en 1597, est un cartographe belge qui a réalisé un atlas qu'il a intitulé Nouveau Monde un supplément de Géographie de Ptolémée. 
Cet atlas fut publié pour la première fois en latin en 1596 à Louvain. En 1597 une réédition en néerlandais en fut faite également à Louvain. Elle sera suivie en 1603 par une réédition à Douai en 1603 et à Arnhem en 1615.
Une première édition en français parut en 1604 également à Douai et sera suivie de deux autres en 1607 et 1615.
Cornélius van Wytfliet est un cartographe qui était secrétaire du Conseil de Brabant qui était le tribunal suprême du duché de Brabant.
Il réalisa de nombreuses cartes de l'Amérique d'après les connaissances acquises au XVIe siècle. Ses cartes représentent avec une grande exactitude, l'Amérique du Sud, du Brésil au Pérou, l'Amérique centrale et l'Amérique du Nord.
Il dédia son travail au roi Philippe III d'Espagne. Cet ouvrage couvrait l'histoire de la première rencontre européenne avec le Nouveau Monde, en présentant sa géographie et l'histoire naturelle des terres nouvelles. Wyfliet a utilisé comme source les écrits de géographes contemporains tels que José de Acosta, Richard Hakluyt, Théodore de Bry et Giovanni Battista Ramusio.